# 유타 그리즐리스 (1995년)
| 덴버 그리즐리스 유타 그리즐리스 | |
| 콘퍼런스                        | 《IHL》 서부 콘퍼런스 (1997년~2001년) 《AHL》 서부 콘퍼런스 (2001년~2005년)                                                            |
| 디비전                          | 《IHL》 사우스웨스트 디비전 (1994년~1999년) 《AHL》 웨스트 디비전 (2001년~2005년)                                                      |
| 설립연도                        | 1994년 2001년 (AHL 가입) |
| 해체연도                        | 2005년 |
| 역사                            | 덴버 그리즐리스 (1994년~1995년) 유타 그리즐리스 (1995년~2005년) 레이크 이리 몬스터스 (2005년~2016년) 클리블랜드 몬스터스 (2016년~현재) |
| 경기장                          | 맥니콜스 스포츠 아레나 델타 센터 E 센터                                                                                                |
| 연고지                          | 콜로라도 덴버 유타주 솔트 레이크 시티 유타주 웨스트밸리시티                                                                            |
| 상징색                          | 고동색, 하양 |
| 구단주                          | |
| 단장                            | |
| 감독                            | |
| NHL 제휴                        | |
| ECHL 제휴                       | |
| 정규시즌 우승                   | IHL : 1 (1995) |
| 콘퍼런스 우승                   | |
| 디비전 우승                     | IHL : 1 (1995) |
| 칼더 컵                         | |
| 영구 결번                       | |

덴버 그리즐리스/유타 그리즐리스(Denver Grizzlies/Utah Grizzlies)는 미국 콜로라도 덴버/유타주 솔트 레이크 시티/유타주 웨스트밸리시티를 연고지로 하는 2001년부터 2005년까지 AHL 소속되었던 아이스 하키팀이다.
2005년 연고지를 오하이오주 클리블랜드 (레이크 이리 몬스터스)로 이전했다.

## 역대 홈경기장
| 덴버 그리즐리스/유타 그리즐리스 |               |          |                         |      |
| 경기장                          | 사용기간      | 수용인원 | 장소                    | 비고 |
| 맥니콜스 스포츠 아레나          | 1994년~1995년 | 16,061명 | 콜로라도 덴버           | 빈칸 |
| 델타 센터                       | 1995년~1997년 | 14,000명 | 유타주 솔트 레이크 시티 | 빈칸 |
| E 센터                          | 1997년~2005년 | 10,100명 | 유타주 웨스트밸리시티   | 빈칸 |